# Anacroneuria cipriano
Anacroneuria cipriano és una espècie d'insecte plecòpter pertanyent a la família dels pèrlids.

## Descripció
- Les ales anteriors del mascle fan al voltant dels 8 mm de llargària.
- La femella no ha estat encara descrita.[5]

## Hàbitat
En el seu estadi immadur és aquàtic i viu a l'aigua dolça, mentre que com a adult és terrestre i volador.

## Distribució geogràfica
Es troba a Sud-amèrica: Colòmbia.